# Tarek Maghary

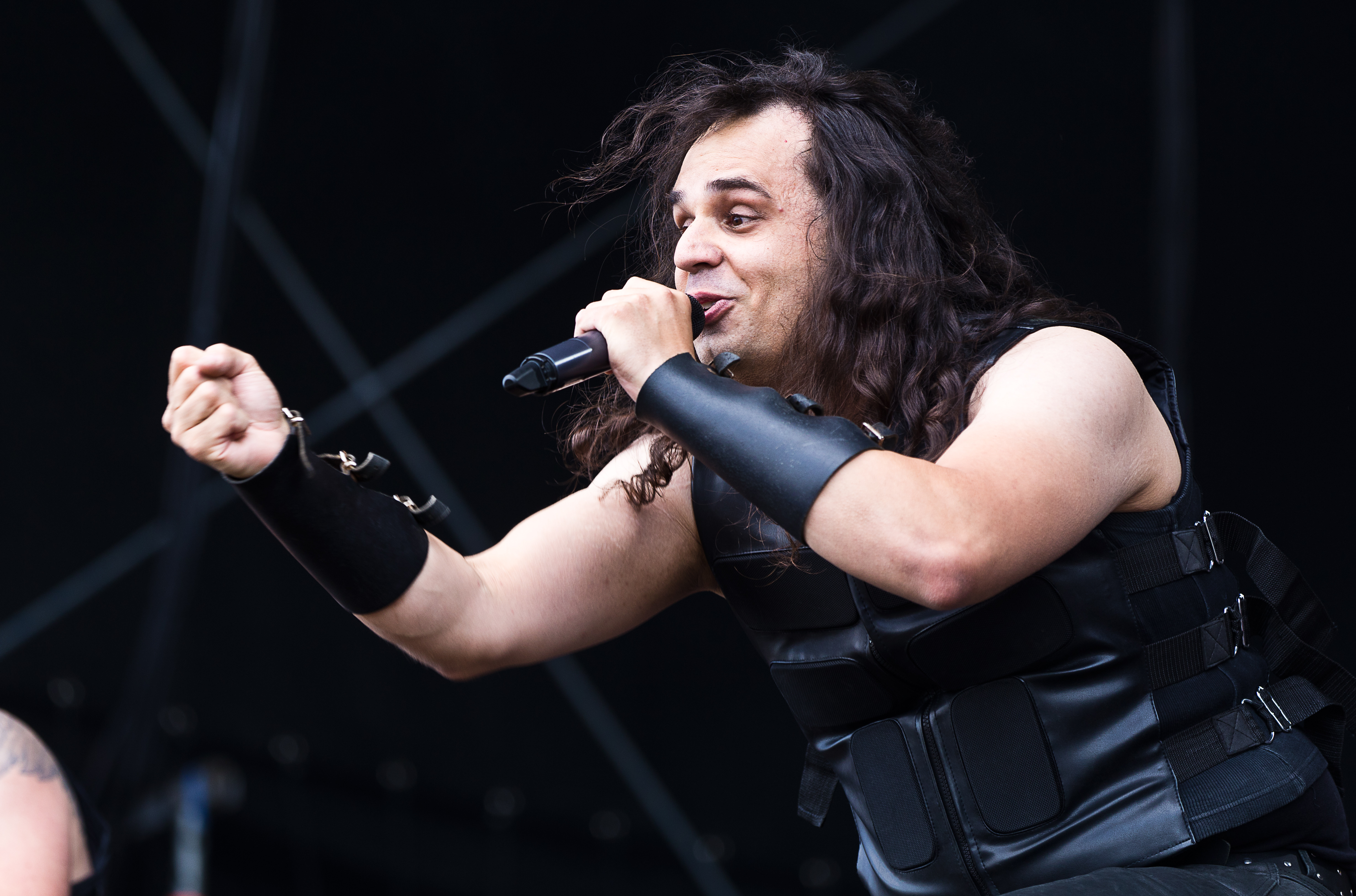
Tarek Maghary auf dem Rockharz 2015 in Ballenstedt.

Tarek Maghary (* 1979 oder 1980), in der Heavy-Metal-Szene auch bekannt als Tarek „MS“ („Metal Son“) Maghary, ist ein deutscher Sänger, Veranstalter und Mitglied der Heavy-Metal-Band Majesty sowie, unter dem Pseudonym Noah, bei der NU-Emo Band Revolution Paradise seit ihrer Gründung.

## Leben
Tarek Maghary stammt aus Lauda im Main-Tauber-Kreis in Baden-Württemberg. Im Jahre 1997 gründete Maghary noch als Schüler mit Udo Keppner die Band Majesty. Nach der Schule studierte Maghary Tontechnik. Nach erfolgreichen Konzerten, u. a. beim Bang Your Head Festival erhielt Magharys Band Majesty 2001 einen Plattenvertrag bei Massacre Records.
2002 ermöglichte eine Erbschaft Magharys der Band Majesty das erste eigenproduzierte, professionelle Studioalbum Keep It True zu veröffentlichen. Die Band wurde anschließend so erfolgreich, dass sie für die fünf Bandmitglieder zum Beruf wurde. In der Folge enthielten viele Magazin-Sampler Tracks der Band wie Son Of Metal, Strong As Steel, Keep It True und Hail To Majesty.
Seit dem Sommer 2003 richtet Tarek Maghary mit Keep It True in Königshofen ein eigenes Metal-Festival aus. 2004 ging Maghary mit seiner Band erstmals auf Europa-Tournee.
Neben seiner Tätigkeit als Sänger von Majesty gründete Maghary mit Jan Raddatz (dem 1984 geborenen Schlagzeuger von Majesty und Banners High) die Produktionsfirma High Output Productions, besaß einen Ton- und Lichttechnik-Verleih und hat ein eigenes Studio für Tontechnik, Web- und Grafikdesign.
Seit 2021 ist Tarek auch Mitglied der Emo Rockband Revolution Paradise und tritt dort unter dem Pseudonym Noah auf.
2023 löste sich die Band Majesty auf.

## Werke (Auswahl)
- Banners High (2013), Studioalbum, Produzent und Sänger
- Dawnrider, Heavy-Metal-Projekt zur musikalischen Umsetzung eines Fantasyromanes